# Arnaldo Feraboli
Arnaldo Feraboli (Cremona e Corpi Santi, 2 aprile 1888 – Cremona, 29 gennaio 1971) è stato un politico italiano.
Nato nel 1888, di professione ragioniere, lavorò per molti anni presso la Banca Popolare di Cremona. Fu attivo principalmente nel settore delle cooperative e nel 1945 fu il primo presidente della neocostituita Unione Cooperativa Cremonese di Consumo. Iscritto al Partito Socialista Italiano, fu sindaco di Cremona dall'aprile 1957 al giugno 1961. Morì a Cremona il 29 gennaio 1971.